# Marì Marì
Marì Marì (с итал. — «Мари Мари») — песня известного итальянского певца и актёра Адриано Челентано из его студийного альбома C’è sempre un motivo.

## Описание
В 2004 году песня была выпущена как второй сингл с альбома C’è sempre un motivo (с итал. — «Всегда есть причина»). Авторы песни — композитор Джанни Белла и поэт-песенник Могол. Тема композиции — душевная боль из-за потери любимых людей:

Почему всегда теряешь тех, кого любил… И их нет больше…Оригинальный текст (итал.)Perchè si perde quello che hai amato e più non c'è…— цитата из припева песни
Песня записана с живым оркестром под руководством Челсо Валли (итал. Celso Valli), который также является автором аранжировок большинства композиций альбома. На телевидении «Marì Marì» была исполнена Адриано Челентано в рамках одного из выпусков телешоу Rockpolitik, в котором он выступил как ведущий.

## Список композиций
| №  | Название    | Автор(ы)            | Длительность |
| -- | ----------- | ------------------- | ------------ |
| 1. | «Marì Marì» | Могол, Джанни Белла | 4:15         |

## Участники записи
- Адриано Челентано — вокалист.
- Джанни Белла, Могол — авторы (слова и музыка).
- Челсо Валли — аранжировка.
- Пино Пискетола (итал. Pino Pischetola) — сведение.
- Эндрю Дадман (англ. Andrew Dudman) — звукозапись.
- Джованни Версари (итал. Giovanni Versari) — издание.